# Crystal Cox
Crystal Cox (ur. 28 marca 1979 w Norfolk w stanie Wirginia) – amerykańska lekkoatletka specjalizująca się w biegach sprinterskich.
Uczestniczka 17-tej edycji programu Survivor emitowanego w amerykańskiej telewizji.
Zdecydowanie najlepszym rokiem w jej karierze był rok 2004, kiedy to została halową mistrzynią USA (200 m) a przede wszystkim została mistrzynią olimpijską w sztafecie 4 × 400 metrów (Cox biegła w eliminacjach, w finale zabrakło dla niej miejsca).
W 2010 przyznała się do stosowania niedozwolonego dopingu (sterydów anabolicznych) w latach 2001–2004 i zaakceptowała karę czteroletniej dyskwalifikacji. Zawodniczce odebrano złoty medal z Aten.

## Rekordy życiowe
- bieg na 100 metrów – 11,31 (2004)
- bieg na 200 metrów – 22,58 (2004)
- bieg na 400 metrów – 50,52 (2004)
- bieg na 200 metrów (hala) – 23,15 (2004)
- bieg na 300 metrów (hala) – 37,06 (2006)